# Ниацин
Витамин Б3, исто познат као ниацин, никотинска киселина, и витамин ПП, је органско једињење са формулом C5H4NCO2H, и у зависности од коришћене дефиниције, једна од између четрдесет и осамдесет есенцијалних људских нутријената. Ова безбојна, растворна у води чврста материја је дериват пиридина, са карбоксилном групом (COOH) у 3-позицији. Други облици витамина Б3 укључују кореспондирајући никотин амид ("ниацин амид "), где је карбоксилна група замењена са карбоксамидном групом (CONH2), као и комплекснији амиди. Термини ниацин, никотин амид, и витамин Б3 су еквивалентни, и они се користе за било ког члана ове фамилије једињења, пошто она имају сличну биохемијску активност.
Никотинамид је структурни део коензима NADP, део процеса респирације. Месо, џигерица, јаја, млеко, риба, кромпир и зелено воће су богати витамином Б3. Недостатак овог витамина се може видети код особа који болују од пелагре, кожне болести. Пелагра се такође појављује и код особа у поодмаклим фазама алкохолизма. Превелика конзумација Б3 витамина може да доведе до оштећења јетре, што је веома редак случај.